# Dơi mật hoa lớn
Dơi mật hoa lớn (danh pháp hai phần: Macroglossus sobrinus) là một loài trong Họ Dơi quạ. Chúng được tìm thấy ở phía đông bắc của phía Á châu, Ấn Độ, phía nam Trung Quốc, Myanmar, Thái Lan, Lào, Việt Nam, và có thể ở Campuchia.

## Hình ảnh

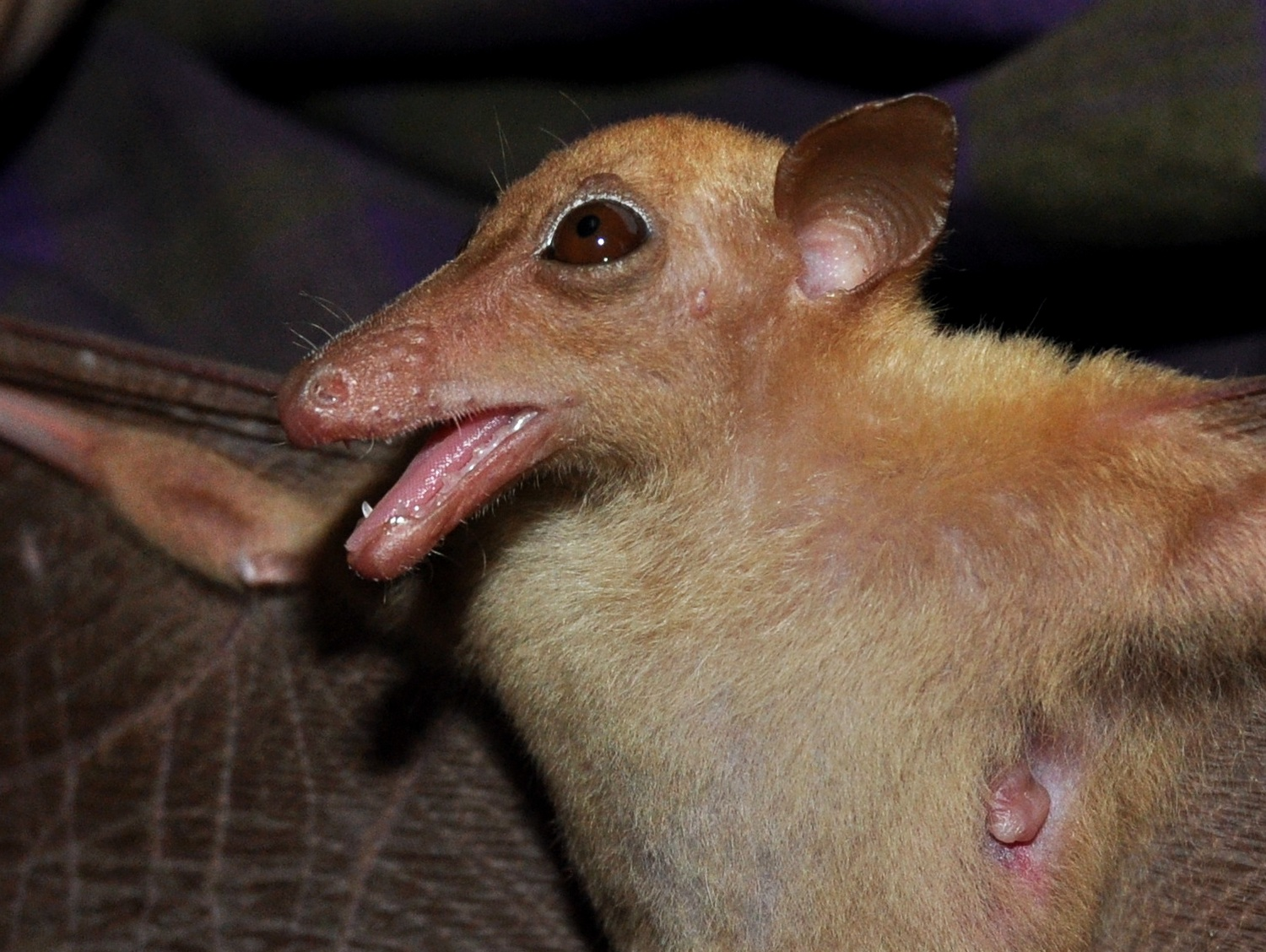
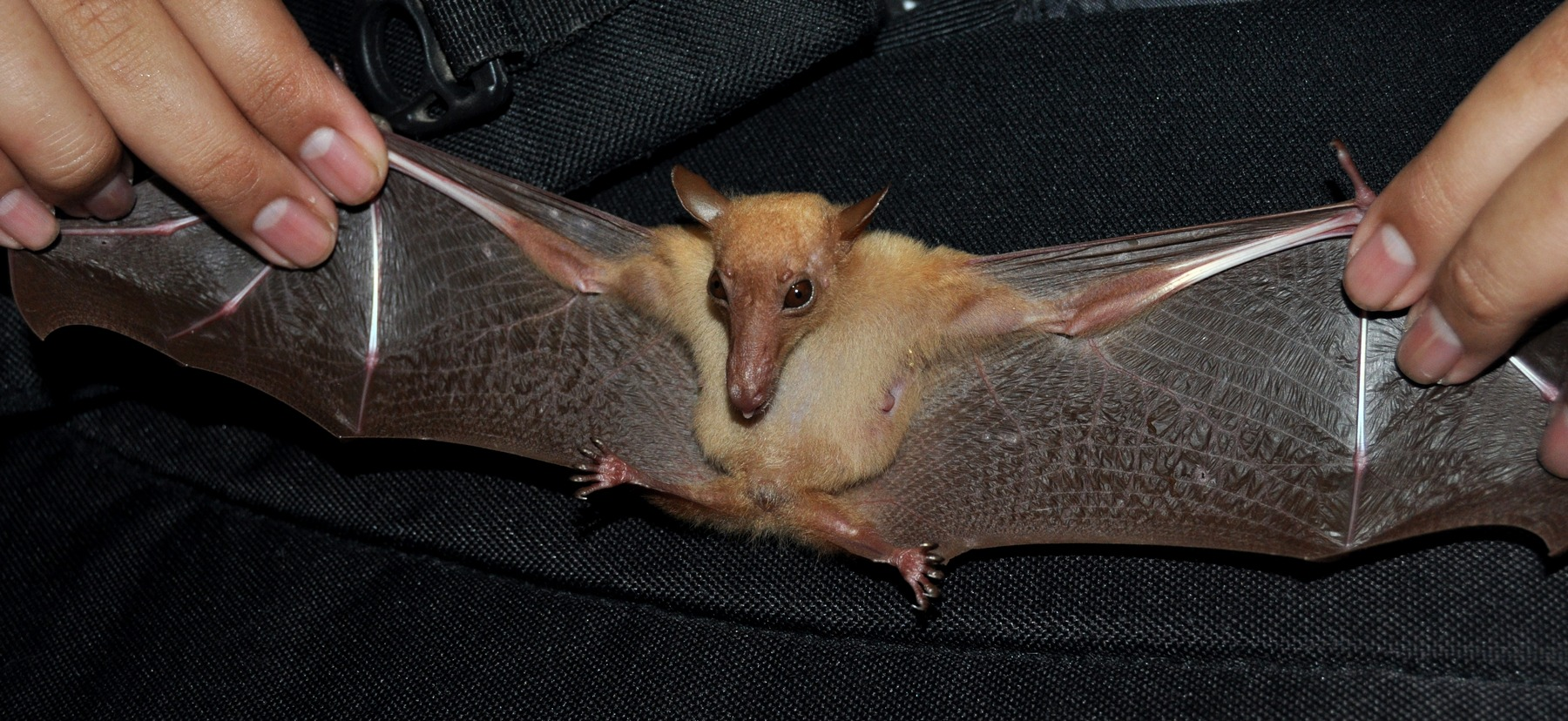
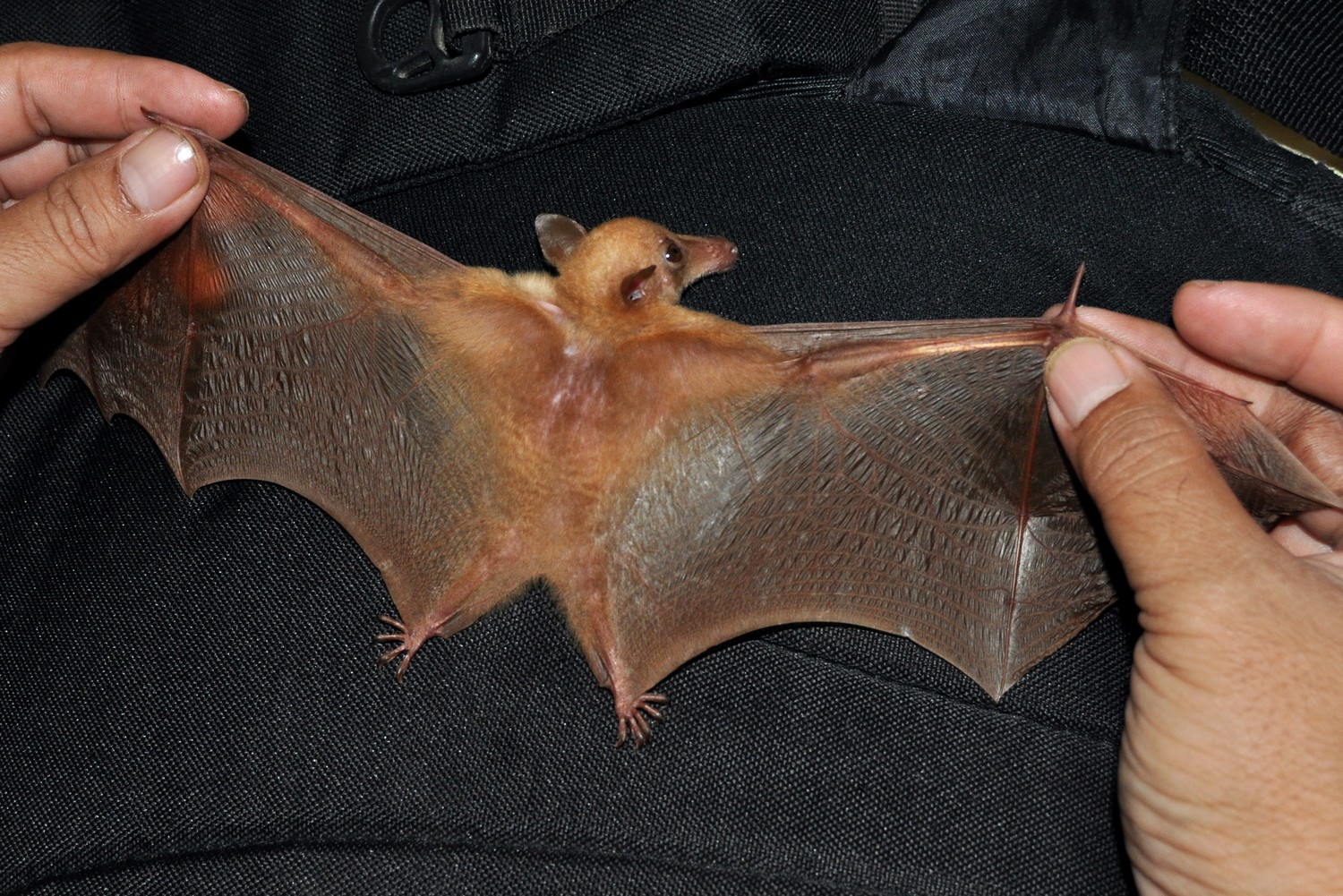
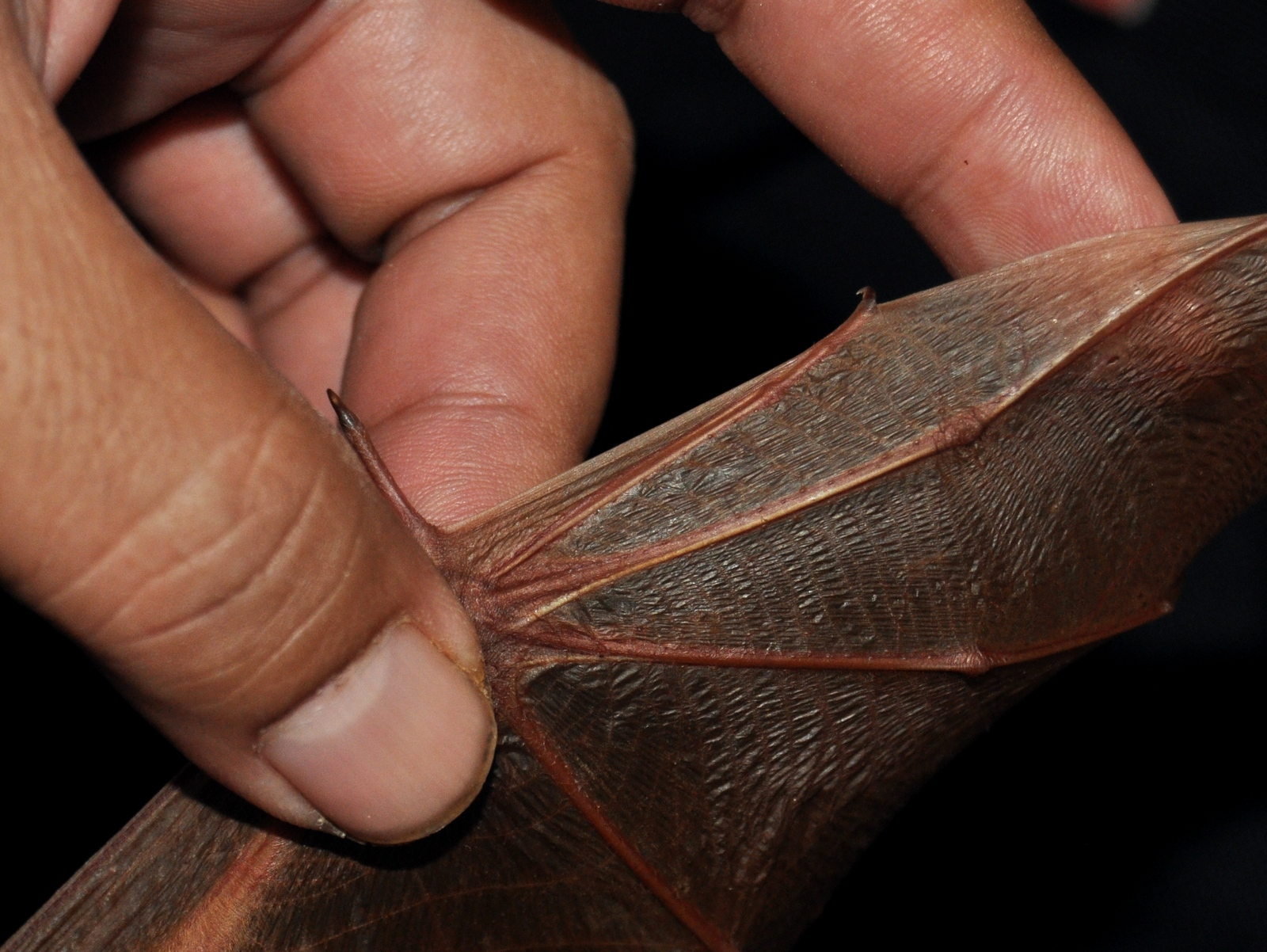
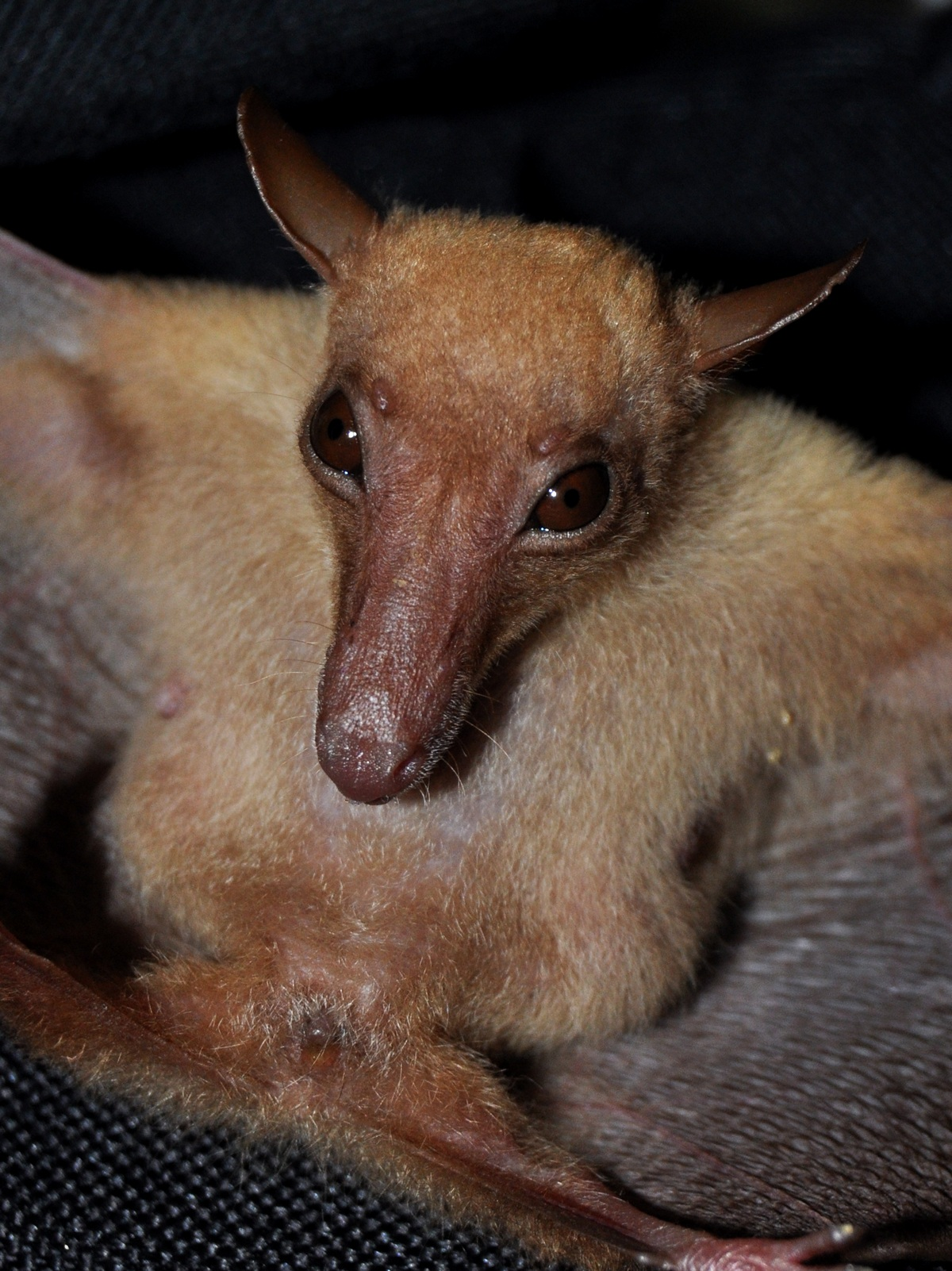
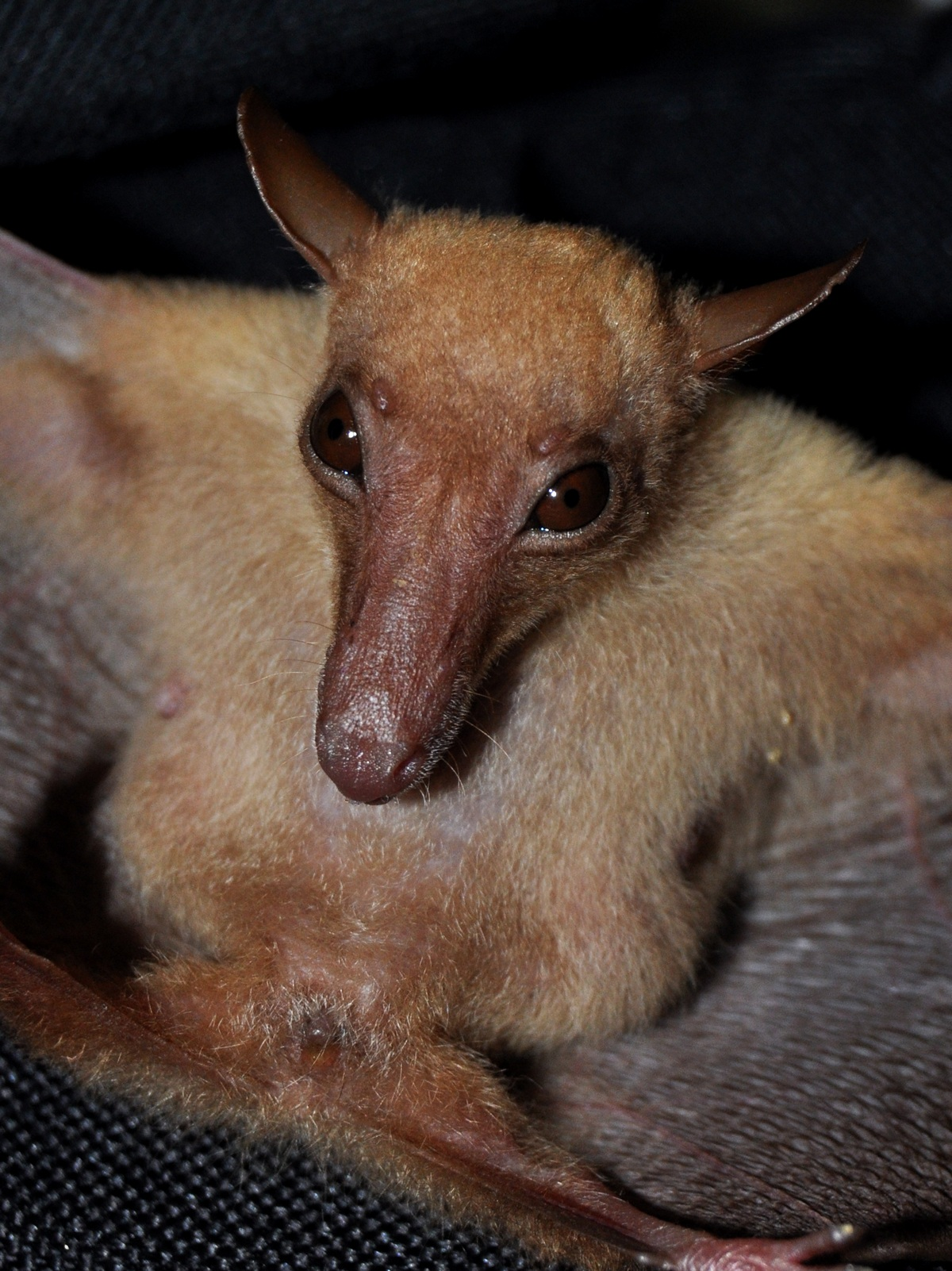